# Vymítač ďábla III
Vymítač ďábla III (v anglickém originále The Exorcist III) je americký hororový film z roku 1990, pokračování snímků Vymítač ďábla (1973) a Vymítač ďábla 2: Kacíř (1977). Režie a scénáře se chopil William Peter Blatty, který zároveň stojí za knižními předlohami k této filmové sérii. Snímek sleduje pátrání poručíka Williama F. Kindermana, který vyšetřuje sérii záhadných vražd v Georgetownu, jež vykazují znaky nadpřirozena. Hlavní postavy zde ztvárnili George C. Scott, Edward Paul Flanders, Jason Miller, Scott Wilson a Brad Dourif. Natáčení provázely komplikace, kdy si produkční studio vyžádalo rozsáhlé změny na poslední chvíli. Během distribuce získal film smíšené kritické reakce, avšak byl finančně úspěšný.